# Vuelta a Guatemala 2013
La 53.ª edición de la Vuelta a Guatemala se disputó entre el 21 y el 28 de abril de 2013. Organizada por la Federación Guatemalteca de Ciclismo, fue dedicada a la Cervecería Centro Americana, S.A.. Se recorrieron 909 km repartidos en ocho etapas, una de ellas contrarreloj individual.. Perteneció a la categoría 2.2 (3.ª categoría de competencias en rutas por etapas) del UCI America Tour 2012-2013. Al igual que la edición anterior, la competencia finalizó en Quetzaltenango, con la etapa entre las localidades de Retalhuleu, Mazatenango y Quetzaltenango. En esta ocasión la competencia se disputó en su mayoría por el occidente del país. El Comité Olímpico Guatemalteco donó las pruebas antidopaje para el evento y se realizaron 4 pruebas por etapa.

## Participantes
Esta edición de la Vuelta a Guatemala, contó con 6 equipos extranjeros y 8 equipos nacionales haciendo un total de 83 corredores ya que la Selección Nacional de Guatemala sub-23 corrió la vuelta con 5 participantes; los corredores tratarán de trascender en la más prestigiosa carrera por etapas del país. De los extranjeros que participaron estuvieron el venezolano Manuel "El Gato" Medina, quien fue campeón de la Vuelta a Guatemala 2008, el colombiano Óscar Eduardo Sánchez actual líder del UCI America Tour 2012-2013, el ecuatoriano Byron Guamá junto a Gregory Brenes de Costa Rica y Carlos López (México) campeón de la Vuelta a Guatemala 2007.
|                      | Equipos locales                                 |
| Bandera de Guatemala | Esquipulas CCF                                  |
| Bandera de Guatemala | Instacofi-Café Quetzal                          |
| Bandera de Guatemala | Hino-Pizza Hut-Zeta Gas                         |
| Bandera de Guatemala | Cable DX-Decorabaños                            |
| Bandera de Guatemala | Llantera Alvarado                               |
| Bandera de Guatemala | Asociación de Chimaltenango-Restaurante Chichoy |
| Bandera de Guatemala | Nino Sport Tecpan                               |
| Bandera de Guatemala | Selección de Guatemala sub-23                   |

|                       | Equipos extranjeros                     |
| Bandera de Ecuador    | RPM Team                                |
| Bandera de Colombia   | GW-Shimano                              |
| Bandera de México     | Selección de México                     |
| Bandera de Venezuela  | Selección de Venezuela                  |
| Bandera de Costa Rica | Coopenae-Movistar R-Economy             |
| Bandera de Brasil     | Funvic Brasilinvest-São José dos Campos |

## Maillots de líder

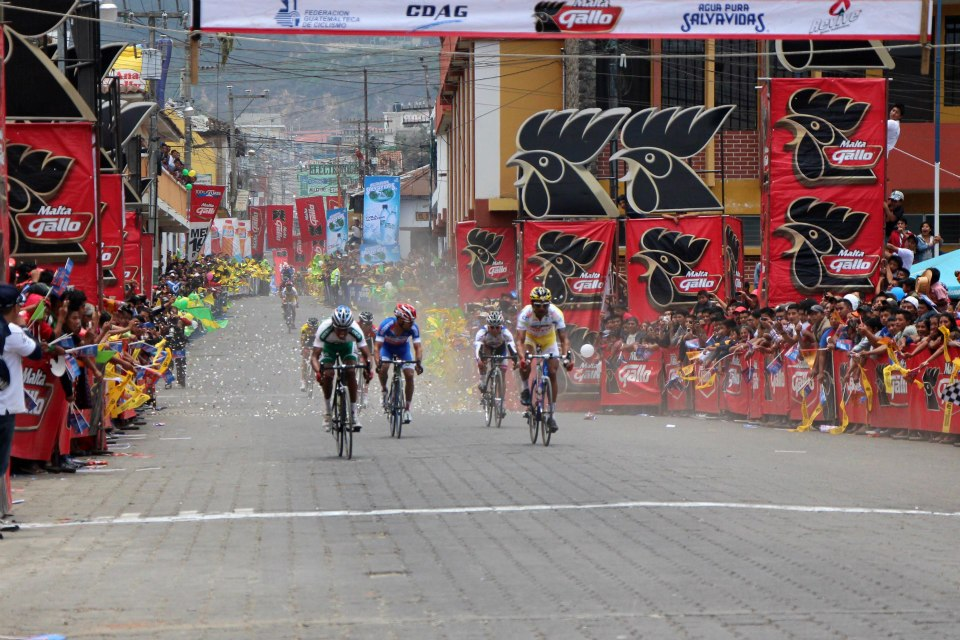
Momento del sprint final de la cuarta etapa en Sololá

El líder de la clasificación general se lo distingue con un maillot amarillo.
El líder de la clasificación de la montaña lleva un maillot blanco con lunares Rojos.
El líder de la clasificación de metas volantes lleva un maillot azul.
El líder de la clasificación para menores de 23 años (sub-23) lleva un maillot azul con blanco.

## Etapas
Para esta edición se implementó una contrarreloj individual, que tuvo de escenario la recta de Patzicía a Chimaltenango. Otro recorrido de interés fue la cuarta etapa, que concluyó en Sololá, con un descenso pronunciado. Una vez más el cierre fue en Quetzaltenango, con la etapa reina. En las ocho etapas disputadas, sprints intermedios y premios de la montaña, entre ellos cuatro puertos de montaña de primera categoría, dos de segunda y 11 de tercera.
| Etapa | Fecha       | Recorrido                                                  | km         | Ganador               | Líder                 |
| 1.ª   | 21 de abril | Circuito anillo periférico Ciudad de Guatemala (7 vueltas) | 122,5      | Juan Pablo Magallanes | Juan Pablo Magallanes |
| 2.ª   | 22 de abril | San Lucas - Tecpán                                         | 114        | Jonathan Millán       | Óscar Sánchez         |
| 3.ª   | 23 de abril | Tecpán - Tecpán                                            | 36,5 (CRI) | Jonathan Millán       | Jonathan Millán       |
| 4.ª   | 24 de abril | Antigua Guatemala - Sololá                                 | 126        | Juan Pablo Magallanes | Jonathan Millán       |
| 5.ª   | 25 de abril | Sololá - Huehuetenango                                     | 150        | Óscar Sánchez         | Óscar Sánchez         |
| 6.ª   | 26 de abril | Huehuetenango - Quetzaltenango                             | 93         | Jhonathan De León     | Óscar Sánchez         |
| 7.ª   | 27 de abril | Quetzaltenango - San Pedro Sacatepéquez                    | 130        | Segundo Navarrete     | Óscar Sánchez         |
| 8.ª   | 28 de abril | Retalhuleu-Mazatenango-Quetzaltenango                      | 91         | Arley Montoya         | Óscar Sánchez         |

## Clasificaciones

### Clasificación general
| Posición | Ciclista              | Equipo                 | Tiempo           |
| -------- | --------------------- | ---------------------- | ---------------- |
|          | Óscar Sánchez         | GW-Shimano             | 21 h 20 min 31 s |
| 2        | Jonathan Millán       | GW-Shimano             | a 1 min 03 s     |
| 3        | Sebastián Tamayo      | GW-Shimano             | a 2 min 41 s     |
| 4        | Byron Guamá           | RPM                    | a 7 min 42 s     |
| 5        | Arley Montoya         | GW-Shimano             | a 8 min 04 s     |
| 6        | Edwin Parra           | GW-Shimano             | a 9 min 28 s     |
| 7        | Flavio Cardoso        | Funvic                 | a 10 min 56 s    |
| 8        | Luis Danilo Marroquín | Instacofi-Café Quetzal | a 18 min 19 s    |
| 9        | Richard Carapaz       | RPM                    | a 21 min 41 s    |
| 10       | Francisco Colorado    | GW-Shimano             | a 23 min 14 s    |

### Lista de puertos puntuables
Lista de puertos de montaña puntuables en la Vuelta a Guatemala y sus respectivos ganadores.
| Etapa | Puertos                        | Altimetría(m s. n. m.) | Categoría | Ganador               |
| 1.ª   | Sin puertos puntuables         |                        |           |                       |
| 2.ª   | Alto Pasarela. Mojón 32.       | 1987                   | 3.ª       | Arley Montoya         |
| 2.ª   | Alto del Mirador de San Lucas. | 2005                   | 2.ª       | Arley Montoya         |
| 2.ª   | Alto del Presidente.           | 1974                   | 3.ª       | Óscar Sánchez         |
| 3.ª   | Sin puertos puntuables         |                        |           |                       |
| 4.ª   | Alto Pasarela. Mojón 32.       | 1987                   | 3.ª       | Ramón Aguirre         |
| 4.ª   | Alto del Presidente.           | 1974                   | 3.ª       | Arley Montoya         |
| 4.ª   | Alto la Calera.                | 2481                   | 3.ª       | Walter Escobar        |
| 4.ª   | Alto aldea Chupol.             | 2477                   | 3.ª       | Luis Danilo Marroquin |
| 5.ª   | Santa Catarina Ixtahuacán      | 2953                   | 1.ª       | Arley Montoya         |
| 5.ª   | San Francisco El Alto          | 2569                   | 2.ª       | Edwin Parra           |
| 5.ª   | Alto de Pologua                | 2792                   | 3.ª       | Óscar Sánchez         |
| 5.ª   | Malacatancito                  | 2014                   | 3.ª       | Óscar Sánchez         |
| 6.ª   | Gasolinera Los Dos 237         | 2061                   | 3.ª       | Jhonathan De León     |
| 6.ª   | Alto de Pologua                | 2772                   | 3.ª       | Fredy Colop           |
| 7.ª   | Palestina de Los Altos         | 2959                   | 1.ª       | Dorian Monterroso     |
| 8.ª   | Alto de La Dicha               | 909                    | 2.ª       | Alex Arseno           |
| 8.ª   | Alto de Santa María            | 1537                   | 2.ª       | Walter Escobar        |
| 8.ª   | Zunil                          | 2086                   | 1.ª       | Arley Montoya         |

## Evolución de las clasificaciones
| Etapa (Vencedor)                  | Clasificación general | Clasificación de la montaña | Clasificación metas volantes | Clasificación sub-23 | Clasificación por equipos |
| --------------------------------- | --------------------- | --------------------------- | ---------------------------- | -------------------- | ------------------------- |
| 1.ª etapa (Juan Pablo Magallanes) | Juan Pablo Magallanes | No se entregó               | Byron Guamá                  | Richard Carapaz      | GW Shimano                |
| 2.ª etapa (Jonathan Millan)       | Óscar Sánchez         | Arley Montoya               | Byron Guamá                  | Richard Carapaz      | GW Shimano                |
| 3.ª etapa (Jonathan Millan)       | Jonathan Millan       | Arley Montoya               | Byron Guamá                  | Richard Carapaz      | GW Shimano                |
| 4.ª etapa (Juan Pablo Magallanes) | Jonathan Millan       | Arley Montoya               | Byron Guamá                  | Richard Carapaz      | GW Shimano                |
| 5.ª etapa (Oscar Sánchez)         | Óscar Sánchez         | Arley Montoya               | Byron Guamá                  | Richard Carapaz      | GW Shimano                |
| 6.ª etapa (Jhonathan De León)     | Óscar Sánchez         | Arley Montoya               | Byron Guamá                  | Richard Carapaz      | GW Shimano                |
| 7.ª etapa (Segundo Navarrete)     | Óscar Sánchez         | Arley Montoya               | Byron Guamá                  | Richard Carapaz      | GW Shimano                |
| 8.ª etapa (Arley Montoya)         | Óscar Sánchez         | Arley Montoya               | Byron Guamá                  | Richard Carapaz      | GW Shimano                |
| Final                             | Óscar Sánchez         | Arley Montoya               | Byron Guamá                  | Richard Carapaz      | GW Shimano                |

## UCI America Tour
Por pertenecer al calendario internacional americano 2012-2013, son otorgados puntos para el certamen.
| Posición                | 1.ª | 2.ª | 3.ª | 4.ª | 5.ª | 6.ª | 7.ª | 8.ª |
| Clasificación general   | 40  | 30  | 16  | 12  | 10  | 8   | 6   | 3   |
| Por etapa               | 8   | 5   | 2   |     |     |     |     |     |
| Líder general por etapa | 4   |     |     |     |     |     |     |     |

| Ciclista              | Equipo                                  | Puntos por la clasificación final | Puntos de etapa | Puntos de líder | Total |
| --------------------- | --------------------------------------- | --------------------------------- | --------------- | --------------- | ----- |
| Óscar Sánchez         | GW Shimano                              | 40                                | 28              | 16              | 84    |
| Jonathan Millán       | GW Shimano                              | 30                                | 16              | 8               | 54    |
| Juan Pablo Magallanes | Selección de México                     |                                   | 16              | 4               | 20    |
| Sebastián Tamayo      | GW Shimano                              | 16                                | 2               |                 | 18    |
| Arley Montoya         | GW Shimano                              | 10                                | 8               |                 | 18    |
| Byron Guamá           | RPM Team                                | 12                                | 2               |                 | 14    |
| Flavio Cardoso        | Funvic Brasilinvest-São José dos Campos | 6                                 | 7               |                 | 13    |
| Edwin Parra           | GW Shimano                              | 8                                 | 2               |                 | 10    |
| Jhonathan De León     | Instacofi de Café Quetzal               |                                   | 8               |                 | 8     |
| Segundo Navarrete     | RPM Team                                |                                   | 8               |                 | 8     |
| Luis Danilo Marroquin | Instacofi de Café Quetzal               | 3                                 | 4               |                 | 7     |
| Richard Carapaz       | RPM Team                                |                                   | 5               |                 | 5     |
| Antonio Nascimento    | Funvic Brasilinvest-São José dos Campos |                                   | 5               |                 | 5     |
| Gregolry Panizo       | Funvic Brasilinvest-São José dos Campos |                                   | 5               |                 | 5     |
| Enrique Artavia       | Coopenae-Movistar R-Economy             |                                   | 2               |                 | 2     |
| Alder Torres          | Insta-Cofi de Café Quetzal              |                                   | 2               |                 | 2     |